# Little Langton
Little Langton est un village et une paroisse civile du Yorkshire du Nord, en Angleterre.